# Kościół św. Katarzyny w Wielkim Czystym
Kościół świętej Katarzyny Aleksandryjskiej w Wielkim Czystym – rzymskokatolicki kościół parafialny należący do parafii pod tym samym wezwaniem (dekanat Chełmno diecezji toruńskiej).
Jest to świątynia wzniesiona w trzeciej ćwierci XIII wieku, a następnie została rozbudowana lub odnowiona w pierwszej ćwierci XIV wieku. Wnętrze zostało przekształcone w 1546 roku razem z nastaniem reformacji. Kolejne renowacje zostały przeprowadzone w 1615 roku oraz w 1657 po ograbieniu przez Szwedów. W 1877 roku budowla została odrestaurowana w stylu neogotyckim, kiedy to między innymi zostały powiększone otwory okienne. Wnętrze świątyni zostało wypalone w 1914 roku, a jej odbudowa została wykonana w 1925 roku. Rozbudowana została wtedy o prezbiterium i zakrystię.
Budowla znajduje się na małym wzniesieniu, pomiędzy dwoma połączonymi strugą jeziorami. Wybudowana została z przyciosanych kamieni polnych układanych w warstwy, z użyciem granitu łamanego i gruzu ceglanego, nadbudowanego cegłą. Oryginalnie składała się z prostokątnego w planie, salowego korpusu nawowego oraz ze smukłej czworokątnej wieży od strony zachodniej, częściowo wtopionej w nawę. Od strony południowej w XV lub XVI wieku została dobudowana prostokątna kruchta.
Mury świątyni od zewnątrz zostały wzmocnione dwuskokowymi szkarpami, natomiast elewacja wschodnia została ozdobiona szczytem, w strefie dolnej gotyckim z około 1310 roku z dwiema ostrołukowymi blendami i parą sterczyn. Górna część w 1546 roku została przekształcona w schodkową z pięcioma blendami zamkniętymi półkoliście. Wieża została ozdobiona na zachodniej fasadzie ostrołukowym portalem, dwuuskokowym, ceglanym i sfazowanym. Powyżej niego fryzy opaskowe wydzieliły dwie kondygnacje, a w każdej z nich dwie strefy. Ściany każdej kondygnacji zostały rozczłonkowane trójkami ostrołukowych blend, z których środkowe zostały przeprute na okna.